# William Collins (Dichter)

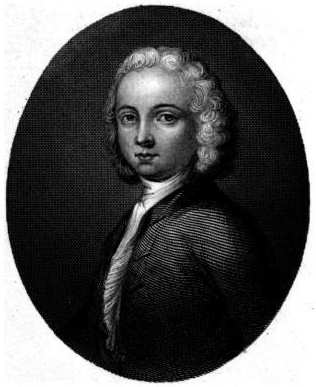
William Collins

William Collins (* 25. Dezember 1721 in Chichester, England; † 12. Juni 1759 ebenda) war ein britischer Dichter.

## Leben und Werk
William Collins war der Sohn eines erfolgreichen Hutmachers in Chichester. Dieser starb 1734, Williams Mutter 1744. Seine einzigen Geschwister waren zwei 17 und 16 Jahre ältere Schwestern. Nach dem Besuch der Grundschule in Chichester ging er 1733 auf eine öffentliche Schule in Winchester. Collins schrieb 1738 als Schüler des Winchester College unter dem Eindruck von Alexander Popes Pastorals seine vier Persian Eclogues (gedruckt 1742 ohne Verfasserangabe; 2. Auflage, unter dem Titel Oriental Eclogues, 1759 ). In Winchester entstand auch seine andauernde Freundschaft mit dem Autor und Kritiker Joseph Warton. Auch mit dessen Bruder Thomas Warton war Collins befreundet. Im Jahr 1743 erschien seine Publikation Verses Humbly Adress’d to Sir Thomas Hanmer on his Edition of Shakespeare’s Work, verfasst als „a Gentleman of Oxford“ (2., revidierte und ergänzte Auflage: 1744). Sein durch ein Magdalen-College-Stipendium unterstütztes Studium in Oxford schloss er Ende 1743 als Bachelor of Arts (B.A.) ab. Er wandte sich dann 1744 nach London, um sich hier ganz literarischer Tätigkeit zu widmen und die Vorzüge einer Metropole zu genießen. Bald darauf machte er eine Erbschaft, trat nun als Lebemann auf, befreundete sich mit Samuel Johnson und macht auch die Bekanntschaft mit James Thomson und anderen Figuren der Literaturszene. Seine Verschwendungssucht stürzte ihn in Schulden, so dass er in Zusammenarbeit mit Joseph Warton 1746 einen Band Oden verfasste. Für ihn war es enttäuschend, dass Wartons 17 Odes on Various Subjects erfolgreich waren, seine 12 Odes on Several Descriptive and Allegorical Subjects (1747) indessen keine Beachtung fanden.
Durch ein Vermächtnis seines 1749 verstorbenen Onkels konnte Collins seine Schulden abbezahlen und behandelte nun in einer Ode den Aberglauben der Hochschotten (Ode on the Popular Superstitions of the Highlands of Scotland, wie Ode on the Death of Mr. Thomson 1749 verfasst). Seine Lyrik enthielt manchen Vorklang der Romantik. Klassisches Streben nach äußerer Formvollendung verband er mit einer neuen Bewertung der dichterischen Imagination. Er wurde aber seit 1751 zunehmend melancholisch und suchte vergebens Heilung seiner leidenden Gesundheit unter dem milderen Himmelsstrich des Südens. Krank zurückgekehrt verfiel er in Wahnsinn, wurde 1754 in einer Nervenheilanstalt untergebracht, kam dann in die Pflege seiner Schwester Anne Sempill und starb am 12. Juni 1759 im Alter von 37 Jahren in seinem Heimatort, wo er bei der Kirche Saint Andrews begraben wurde.
Für die Biografie relevante Dokumente verbrannte Anne Sempill nach dem Tod von Collins. Erst lange nach seinem Tod fanden Collins’ Dichtungen, zu deren schönsten Ode to Evening (1746), How Sleep the Brave (1746), The Passions und Ode to Simplicity (1746) zählen, die gebührende Anerkennung und wurden seitdem in zahlreichen Ausgaben verbreitet. Zu den Editionen seiner Werke gehören u. a. die von Barbauld (London 1797), Dyce (London 1827), Thomas (London 1858), W. Bronson (Boston 1898, mit Biographie) sowie R. Wendorf und C. Ryskamp (Works of William Collins, 1979).